# 1992 en badminton
| Années du badminton : 1989 - 1990 - 1991 - 1992 - 1993 - 1994 - 1995    |
| Décennies du badminton : 1960 - 1970 - 1980 - 1990 - 2000 - 2010 - 2020 |

Cet article présente les faits marquants de l'année 1992 en badminton.

## Évènements

### Jeux olympiques
- Badminton aux Jeux olympiques d'été de 1992